# 8377 Елмерріз
8377 Елмерріз (8377 Elmerreese) — астероїд головного поясу, відкритий 23 вересня 1992 року.
Тіссеранів параметр щодо Юпітера — 3,419.